# Pinarejo (kommunhuvudort)
Pinarejo är en kommunhuvudort i Spanien.   Den ligger i provinsen Provincia de Cuenca och regionen Kastilien-La Mancha, i den centrala delen av landet, 140 km sydost om huvudstaden Madrid. Pinarejo ligger 871 meter över havet och antalet invånare är 352.
Terrängen runt Pinarejo är lite kuperad, och sluttar söderut. Runt Pinarejo är det glesbefolkat, med 8 invånare per kvadratkilometer. Närmaste större samhälle är Honrubia, 12,4 km öster om Pinarejo. Trakten runt Pinarejo består till största delen av jordbruksmark.